# Trillion Game
Trillion Game (トリリオンゲーム Toririon Gēmu?) es una serie de manga japonés escrito por Riichiro Inagaki e ilustrada por Ryōichi Ikegami. Comenzó a serializarse en la revista de manga seinen Big Comic Superior de Shōgakukan desde el 11 de diciembre de 2020, y hasta el momento se ha recopilado en cinco volúmenes tankōbon. Una adaptación de la serie al anime de Madhouse se emitió desde octubre de 2024 hasta marzo de 2025.

## Argumento
Los fundadores de la gran empresa Trillion Game, Haru y Gaku, son dos jóvenes que se convierten en los primeros japoneses del siglo XXI en figurar entre los 10 primeros de los multimillonarios del mundo. La historia parte de la perspectiva de Gaku, quien recordó cómo llegó hasta aquí: su primer encuentro con Haru, su primer establecimiento de Trillion Game y las personas involucradas en el éxito de la empresa.

## Personajes
Haru Tennōji (天王寺 陽 Tennōji Haru?)
Seiyū: Takeo Ōtsuka
Manabu "Gaku" Taira (平 学 Taira Manabu?)
 Seiyū: Shōya Ishige
Kirika Kokuryū (黒龍 キリカ Kokuryū Kirika?) / Kirihime (桐姫?)
 Seiyū: M.A.O
Rinrin Takahashi (高橋 凜々 Takahashi Rinrin?)
 Seiyū: Yuki Tanaka

## Contenido de la obra

### Manga
Trillion Game es escrito por Riichiro Inagaki e ilustrado por Ryōichi Ikegami. Comenzó a serializarse en la revista de manga seinen Big Comic Superior de Shōgakukan el 11 de diciembre de 2020. Shōgakukan ha recopilado sus capítulos individuales en volúmenes tankōbon. El primer volumen se lanzó el 30 de marzo de 2021, y hasta el momento se han publicado cinco volúmenes.
| Volúmenes de manga publicados | Volúmenes de manga publicados | Volúmenes de manga publicados |
| Número                        | Fecha de publicación          | ISBN                          |
| ----------------------------- | ----------------------------- | ----------------------------- |
| 1                             | 30 de marzo de 2021           | ISBN 9784098610105            |
| 2                             | 4 de agosto de 2021           | ISBN 9784098611133            |
| 3                             | 4 de enero de 2022            | ISBN 9784098612284            |
| 4                             | 4 de julio de 2022            | ISBN 9784098613205            |
| 5                             | 28 de octubre de 2022         | ISBN 9784098614561            |

### Anime
El 15 de septiembre de 2023 se anunció una adaptación de la serie al anime. La serie está animada por Madhouse y dirigida por Yūzō Satō, con Ryūnosuke Kingetsu supervisando los guiones de la serie, Kei Tsuchiya diseñando los personajes y Takurō Iga componiendo la música. Se estrenará en octubre de 2024 en TBS y otras cadenas. La serie se emitirá durante dos cursos continuos. Crunchyroll obtuvo la licencia de la serie fuera de Asia.

## Recepción
Trillion Game fue uno de los cincuenta nominados al Next Manga Award en 2021. Ocupó el puesto número 8 en la lista de los mejores mangas para lectores masculinos en Kono Manga ga Sugoi! de Takarajimasha de 2022. Fue nominado para el 15° Manga Taishō en 2022 y quedó sexto con 55 puntos.